# Pavlovac (Topola)
Pour les articles homonymes, voir Pavlovac.
Pavlovac (en serbe cyrillique : Павловац) est un village de Serbie situé dans la municipalité de Topola, district de Šumadija. Au recensement de 2011, il comptait 55 habitants.

## Démographie
| 1948 | 1953 | 1961 | 1971 | 1981 | 1991 | 2002 | 2011 |
| ---- | ---- | ---- | ---- | ---- | ---- | ---- | ---- |
| 121  | 125  | 114  | 91   | 80   | 66   | 70   | 55   |

|  |